# Euxoa biformata
Euxoa biformata är en fjärilsart som beskrevs av Smith 1910. Euxoa biformata ingår i släktet Euxoa och familjen nattflyn. Inga underarter finns listade i Catalogue of Life.